# Bietsch Bach
La Bietsch Bach est une rivière de Suisse, dans le canton du Valais et un affluent du Rhône.

## Parcours
Situé dans le canton du Valais sur la rive droite du Rhône, elle rejoint ce dernier à la hauteur de Rarogne entre Loèche et Viège.